# Mafia Trece
La Mafia Trece est un collectif de hip-hop français originaire de Paris, Bagneux et Ivry-sur-Seine. Ce collectif était composé des groupes Écho du Sud, Moovens' et Southcide 13. 
On[Qui ?] attribue à ce groupe le développement d'un rap dit théâtral, rap conscient dont les engagements sont illustrés au travers de mises en scène (références à des films, des moments vécus ou imaginés)[réf. nécessaire].

## Biographie
Le collectif est formé en 1996. Les membres sont originaires du 13e arrondissement de Paris (trece signifiant « treize » en espagnol), de Bagneux dans les Hauts-de-Seine et d'Ivry-sur-Seine dans le Val-de-Marne. Il regroupe des rappeurs du milieu musical indépendant incluant Moovens’, son groupe Écho du Sud, et les rappeurscomme Yannick. Les membres sont originaires de différents endroits incluant notamment le Togo, le Cameroun, la Côte d'Ivoire, la France, l'Algérie, le Viêt-Nam et la Roumanie. Il s'imprègne de culture asiatique comme en témoignent notamment les titres À la recherche du mic perdu et La Fureur du dragon. Le film Usual Suspects a également eu une influence non négligeable dans plusieurs morceaux (La Loi du silence, Les 3 frères ou encore Rencontre du 13e type). Ils se font connaître avec Le Mauvais Chemin, morceau à texte sur la réalité de la banlieue au quotidien.
En 1997, la Mafia Trece publie son premier album, Cosa nostra, avec la participation de nombreux rappeurs de renom comme Oxmo Puccino, Diam's ou encore Pit Baccardi. Laurent Bouneau, à cette période directeur des programmes de Skyrock fait passer leur morceau À la recherche du mic perdu. À l'aide des nombreuses programmations radio, l'album est certifié disque d'or le 29 juin 1999,,. Ce qui en fait l'un des premiers groupes indépendant à obtenir cette précieuse récompense. « C’est la première fois que des mecs de quartier arrivent aussi haut en ayant tout auto-produit », explique BG Lolo, membre de Southcide 13. Le groupe sort Cosa nostra 2 la même année et le succès est encore au rendez-vous. En 1998, la Mafia Trece signe avec Sony et publie d'abord un EP du nom Lever de rideau écoulé à 60 000 exemplaires, puis un album, L'Envers du décor, vendu à 80 000 exemplaires. 
Le groupe se sépare en 1999 et chacun des membres se consacre à une carrière en solo. Yannick s'adonne à un style de rap assez différent de celui de la Mafia Trece. Des groupes fondateurs du collectif ont sorti des albums : Moovens' et Écho du Sud publient plusieurs albums depuis 2002 sous le label Quinte-Flush. Cochise (Serge Money), lui, reprend des études et est devenu avocat.

## Membres
En 1999, le collectif se composait des groupes et artistes :
- Écho du Sud : Cochise et A. Speak, (Aurélien Sorin)
- Moovens : Awax, Vas Keypa et G-Wild
- Southcide 13 : OGK et BGL
- Yannick
- Silf
- Don J.O. aka DJ Effa (Rappeur, DJ et producteur du groupe).

## Discographie
- 1997 : M13 (maxi)
- 1997 : Cosa nostra(disque d or)
- 1997 : Cosa nostra part.2 (maxi)
- 1999 : Lever de rideau (EP 8 titres)
- 1999 : L'Envers du décor